# Santísima Trinidad (1769)
El Santísima Trinidad (oficialmente Nuestra Señora de la Santísima Trinidad) fue un navío español de 116 cañones nominales en principio. La dotación artillera inicial tras la reforma de 1803 era de 136 piezas, incrementada a 140 poco antes de la batalla de Trafalgar con el embarque de cuatro obuses de cuatro libras. Esto dejó su dotación artillera en 32 piezas de 36 libras, 34 de 24 lb, 36 de 12 lb, 12 de 8 lb, 16 obuses de 24 lb, 4 de 4 lb y 6 esmeriles. Fue el barco más grande y artillado de su tiempo y el único buque del mundo en su tiempo con cuatro puentes.
Fue el navío más grande de su época, por lo que recibía el apodo de El Escorial de los mares. Resultó perdido en la Batalla de Trafalgar.

## Diseño y construcción
A modo de comparación, la Armada de los Estados Unidos construyó un cuatro puentes de 136 cañones, el Pennsylvania, en 1837, la Marina francesa construyó un navío de 120 cañones, inicialmente de tres puentes, ampliado posteriormente a cuatro puentes, denominado Valmy, y la Marina británica planeó la construcción de un cuatro puentes armado con 170 cañones, destinado a recibir el nombre de Duke of Kent, aunque no llegó a construirlo.
La Armada Española llegó a botar 237 navíos de línea entre 1687 y 1853. Sólo trece de ellos disponían de tres puentes con artillería de 100 a 120 cañones —como el Santa Ana o el mismo Santísima Trinidad—; el resto de ellos era de dos puentes y tenían entre 50 y 80 cañones.

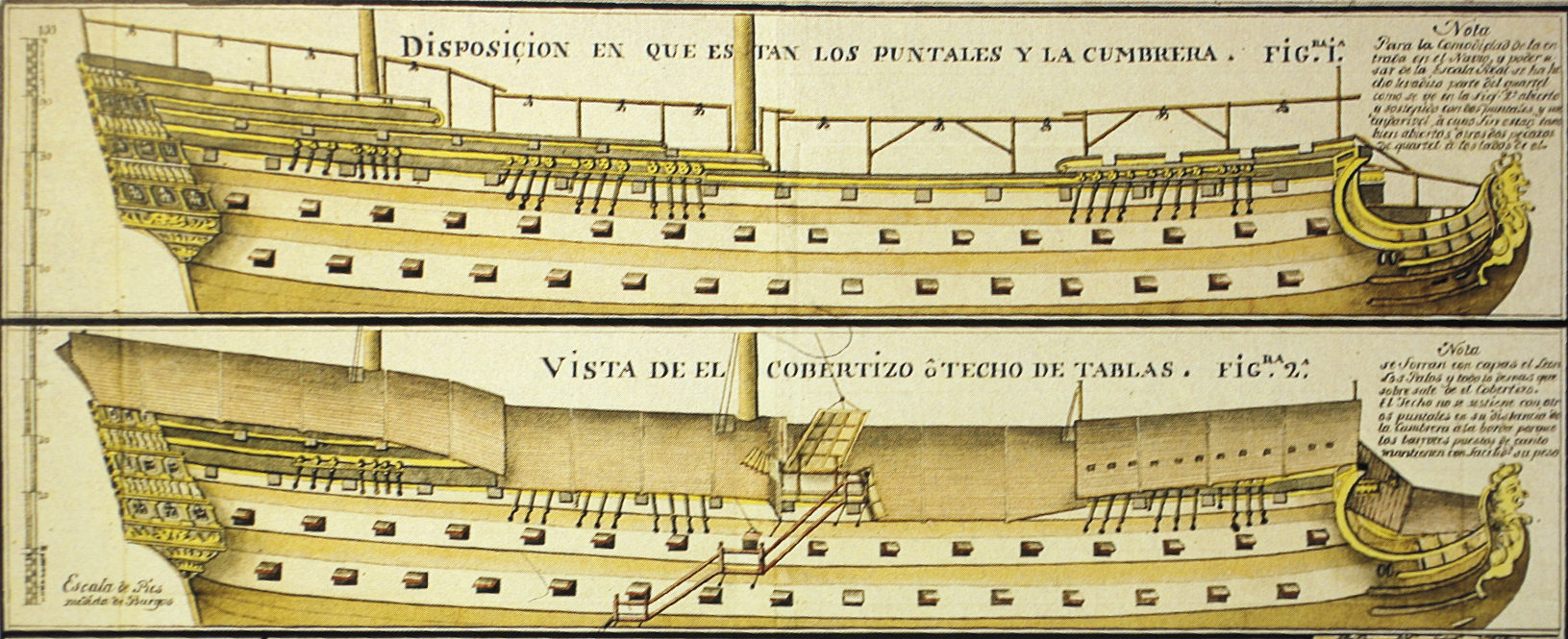
Planos del Santísima Trinidad antes de ser convertido a cuatro puentes (Museo Naval de Madrid)

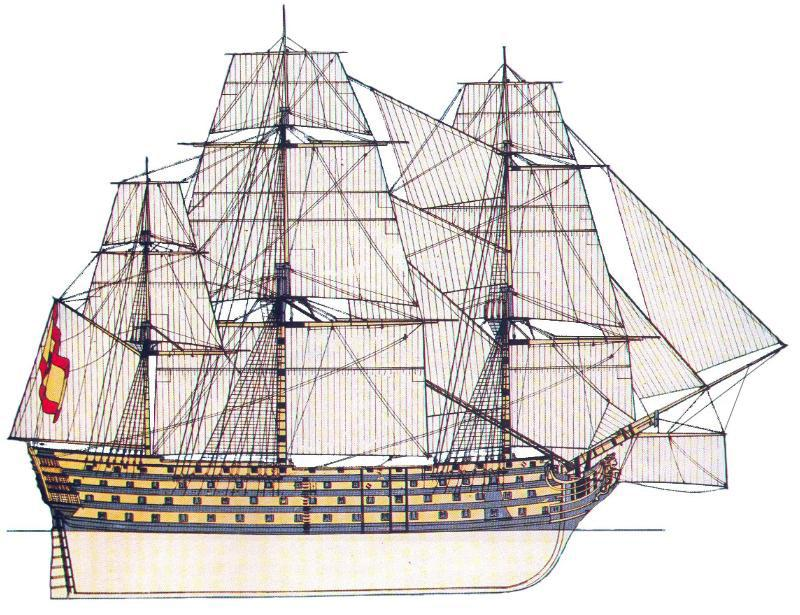
Vista lateral con 4 puentes por Rafael Berenguer

El Santísima Trinidad fue diseñado inicialmente por el irlandés Matthew Mullins (castellanizado como Mateo Mullan). Al fallecer éste en noviembre de 1767, dejó el proyecto únicamente delineado desde la varenga maestra para popa, la quilla empernada sobre los picaderos, la roda labrada y el codaste. Ante esta situación, Ignacio Mullan pasó a encargarse del diseño de los planos, ejecución de los gálibos y delineación del buque. La construcción y forticación será dirigida por Pedro de Acosta. En octubre de 1769 fue botado en los astilleros de La Habana el navío que por Real Orden recibiría el nombre de Santísima Trinidad, cuyas dimensiones de fábrica eran las siguientes: 
- Eslora: 213 2⁄3 pies de Burgos (59,535 m)[5][11]
- Quilla: 182 1⁄4 pies de Burgos (50,781 m)[11]
- Manga: 57 3⁄4 pies de Burgos (16,091 m)[5][11]
- Puntal: 28 5⁄6 pies de Burgos 8,034 m) [11]
- Arqueo: 2 475 bm[4]
- Toneladas de carga: 2 879 5⁄6t[11]
- Lastre de 1546 quintales (71,12 tn).[cita requerida]
- Coste: 400 000 pesos, sin carenado de cobre[15][nota 3]

Además la madera fue transportada hacia La Habana desde el poblado de San Jerónimo por el estero de Vertientes en la provincia de Camagüey, hoy municipio Florida. Se utilizaron maderas preciosas, como caoba, júcaro y caguairán.
Después de ser probado en alta mar, se dieron cuenta de que sufría de varios inconvenientes, que fueron corregidos en los astilleros de Ferrol y Cádiz. Tales fueron las modificaciones ejecutadas, que se convirtió en el único navío del mundo que contaba con cuatro puentes. Pasó a tener las siguientes dimensiones:
- Eslora: 220 1⁄2 pies de Burgos (61,439 m)[5][11]
- Quilla limpia: 186 pies de Burgos (51,826 m)[11]
- Manga: 58 1⁄3 pies de Burgos (116,254 m)[11]
- Puntal: 28 3⁄4 pies pies de Burgos (8,011 m)[11]
- Plan: 28 2⁄3 pies de Burgos (7,988 m)[11]
- Calado a popa: (Cpp) 29 7⁄12 pies de Burgos (8,243 m)
- Calado a proa: (Cpr): 27 pies de Burgos (7,523 m)
- Toneladas de carga: 3 190 t[11]
- Desplazamiento: 4 902 t, con 1 546 quintales[16]
- Lastre en hierro y zahorra: 23 821 quintales[17][nota 4]
- La tripulación y guarnición era de 1071 plazas y 25 criados.

Especialmente problemática fue el añadido de una nueva cubierta a un buque que siempre tuvo problemas de estabilidad. Tanto fue así que se planteó la duda de si hubiera sido más económico construir un nuevo buque a reformarlo en repetidas ocasiones, cuestionando el modo de reparación:

Si se medita acerca de los diferentes dictámenes dados acerca del Trinidad con el fin de hacerlo más resistente, se comprende que no se procedió con todo el pulso que debiera, y que con el costo primitivo del navio y el de las repetidas obras y reparaciones que se le hicieron con aquel objeto, pudo muy bien hacerse de oro, o al menos otro nuevo más a propósito por mucho ménos precio, y no deja de ser extraño que cuando se adoptaban tantas y tan costosas medidas para aumentar la estabilidad del Trinidad, se la baya atacado al mismo tiempo aumentándole pesos sobre bocas al adicionarle su artillado, y más aún que á nadie se le hubiese ocurrido que en vez de alargarlo ó de embonarlo y de correrle la cuarta batería, como inconsideradamente se hizo, habría sido más lógico y acertado cortarlo por la tercera, reduciéndolo del porte de 120 al de 90, en lugar de ascenderlo al de 130, con lo que no es difícil se lográra tener un buen navío, en tanto que no era posible conseguirlo por los medios que se adoptaron
Cesáreo Fernández Duro.

## Primeros años
Fue un buque que, desde un principio, resultó tener problemas estructurales que hubieron de solucionarse en los arsenales de Ferrol y Cádiz. El 13 de abril de 1770 arribó a Vigo, procedente de La Habana tras una travesía de casi dos meses, para continuar a Ferrol, donde llegaría el 15 de mayo. Tras un mantenimiento de rutina en el arsenal, realizó las pruebas de mar junto con el Santo Domingo y el Guerrero, concluyendo el 9 de agosto tras más de dos semanas de comprobaciones, bajo el mando del jefe de escuadra Pedro González de Castejón. Entre enero y junio de 1776 se le realizó un nuevo carenado y contó con nuevos mástiles. El 14 de marzo de 1778 entró en Ferrol para modificaciones para solucionar problemas estructurales que afectaban a la cubierta inferior de cañones, permaneciendo dos semanas. Estos problemas se debían a que su punto de escora era muy elevado e impedía utilizar la cubierta inferior de cañones en mares poco calmados. Tras ello realizó pruebas para comprobar el resultado y ante la persistencia de los mismos, abandonó Ferrol para dirigirse al Arsenal de La Carraca en Cádiz, arribando el 7 de agosto de 1778.

## Guerra de la Independencia de Estados Unidos
El 23 de junio de 1779 el Santísima Trinidad abandona Cádiz para integrarse en la flota del veterano almirante Luis de Córdova y Córdova, con 42 navíos de línea de diferentes clases y el 23 de julio se reúne con la flota del Louis Guillouet, de 23 navíos de línea, conformando la Armada de 1779.
Por entonces, España declaró la guerra a Gran Bretaña junto a Francia en apoyo a las colonias norteamericanas en su Guerra de la Independencia. El Santísima Trinidad fue el buque insignia de la flota española y tomaría parte en las operaciones en el canal de la Mancha a finales del verano de ese año, destacando por su participación al sur de Plymouth y en la captura del Ardent el 18 de agosto, que acabó asignado a Francia bajo el nombre de L'Ardent.
El 31 de julio de 1780 abandonó su base en Cádiz, para patrullar aguas del Cabo San Vicente. El 9 de agosto de 1780, participó en la captura de un convoy inglés de 55 buques, regresando el 29 de agosto. El 6 de febrero de 1781 abandona Cádiz para patrullar aguas del Cabo San Vicente, regresando el 28 de marzo. El 1 de mayo abandona Cádiz para ponerse nuevamente bajo la escuadra del almirante Córdova, esperando a la comandada por el almirante Solano y Bote, procedente de La Habana; pero ante el retraso de esta última, se decide regresar nuevamente a Cádiz el 19 de junio y esperar acontecimientos. En esta base se reunió con la flota de Guichen y de Picquet de la Motte, compuesta por 22 navíos franceses, participando en operaciones en el Canal de la Mancha en agosto de ese año como buque insignia. El 23 de julio zarpó de Cádiz para patrullar aguas en la zona de Mahón (que había sido tomado por una escuadra franco-española poco antes), para dirigirse al Canal de la Mancha seguidamente, vía Finisterre; llegando a la zona de operaciones el 15 de agosto, misión que concluyó el 23 de septiembre regresando a Cádiz.
En este punto, tuvo que ser de nuevo reacondicionado el Santísima Trinidad, con un nuevo carenado de cobre y cambio del palo mayor, operaciones que se extendieron del 5 de octubre de 1781 al 15 de abril de 1782. El 5 de junio de 1782 zarpa de Cádiz nuevamente al Canal de la Mancha junto una flota de 27 navíos de línea y dos fragatas, capturando en ruta y en el entorno de las Islas Sisargas un convoy de aprovisionamiento de 19 buques con destino Terranova. El 8 de julio se reunió con la flota de Picquet de la Motte, compuesta por 9 navíos de línea, cerca de la isla de Ouessant, en Bretaña, regresando a Cádiz el 5 de septiembre. El día 9 entra en el puerto de Algeciras, como primer paso de su participación en el ataque del 13 de septiembre en el marco del asedio de Gibraltar. El 3 de octubre zarpa desde Cádiz nuevamente bajo el mando del almirante Córdova, con una flota de 46 navíos de línea, 2 fragatas y varios buques menores.
En 1782 fue incorporado a la escuadra del Mediterráneo y participó en la batalla del cabo Espartel entre el 20 y el 21 de octubre de 1782, regresando a Cádiz en 28 del mismo mes. Con motivo del fin de la guerra y de la firma del Tratado de París, es puesto en la reserva en Cádiz, situación que se prolongó hasta 1796. En este periodo se le carenó nuevamente y se le añadió la cuarta cubierta de cañones en 1795, quedando como buque de 136 cañones, de primera categoría.

## Guerra anglo-española (1796-1802)

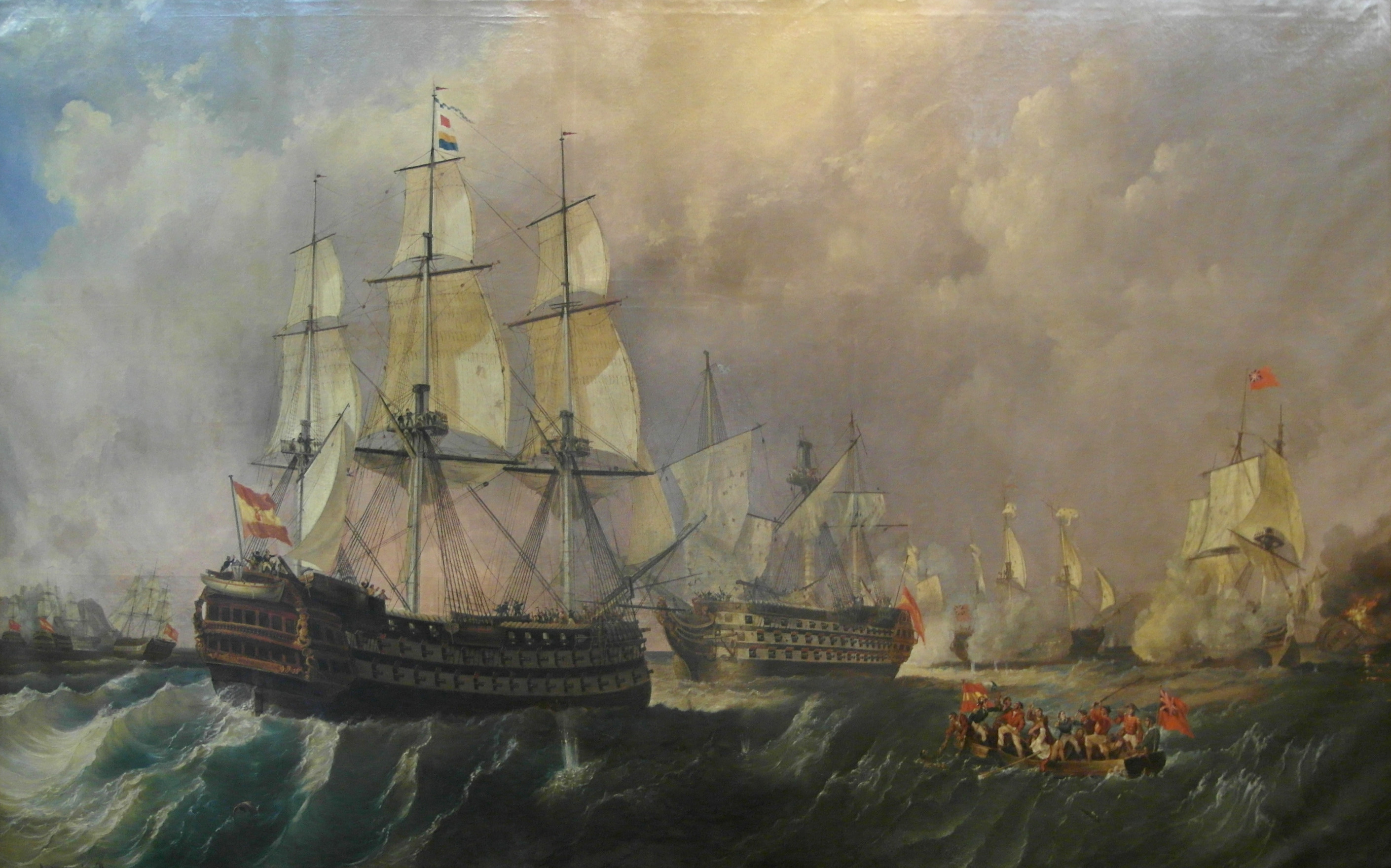
El Infante don Pelayo acude al rescate del Santísima Trinidad en la batalla del Cabo de San Vicente del 14 de febrero de 1797.

El 14 de febrero de 1797, en la batalla del Cabo de San Vicente y comandada por Ciriaco Ceballos, fue desarbolado, y pudo salvarse de ser capturado cuando ya se había rendido gracias a la intervención del navío Infante don Pelayo bajo el mando del capitán de navío Cayetano Valdés, que acudió en auxilio del Santísima Trinidad cuando ya se había rendido, consiguiendo salvarlo de un apresamiento por parte de las fuerzas británicas, llegando incluso a amenazar con cañonearle si no volvía a izar el pabellón.
El Pelayo se interpuso en la línea de fuego enemiga, con lo cual consiguió dar tiempo para que se fueran incorporando otros navíos españoles que acudieron al mismo lugar y provocaron la retirada de las fuerzas británicas.
El 16 de febrero el Santísima Trinidad, con los desperfectos de la batalla, fue avistado por una escuadra británica fondeada en la ensenada portuguesa de Lagos. Ante la posibilidad de hacerse con el navío español, el almirante John Jervis destacó de Lagos a las fragatas HMS Emerald, Minerve y Niger, más la corbeta Bonne Citoyenne y la balandra Raven en su busca y captura. El mayor de estos buques tenía 38 cañones.
El pequeño escuadrón avistó al Santísima Trinidad a las tres de la tarde. el 20 de febrero, a unas ochenta millas al SSE del cabo San Vicente, no pudiendo capturarlo. El 28 de febrero fue perseguido nuevamente, esta vez por el  HMS Terpsichore, fragata de quinta clase de 32 cañones. Su comandante, Richard Bowen, ya sea casualmente o intencionalmente, encontró la Santísima Trinidad a las 7 p. m. de ese mismo día. El 1 de marzo le hizo frente al Santísima Trinidad sin causarle daños de consideración, pero aun así le hostigó hasta que, frente al Cabo Espartel, se encontró con parte de la flota española. El Santísima Trinidad logró llegar a Cádiz el 3 de marzo de 1797, tras esquivar la flota británica.
A partir de aquí volvió a estar en reserva en el puerto de Cádiz entre 1797 y 1805, siendo nuevamente carenado entre noviembre y diciembre de 1803 y nuevamente puesto a punto en junio de 1805, coincidiendo con la entrada en la guerra de la Tercera Coalición, al lado de Francia.

## Batalla de Trafalgar
El 18 de junio de 1805 terminó su carenado y puesto de nuevo en servicio, saliendo bajo el mando de la flota de Villeneuve el 19 de octubre.
Bajo las órdenes del jefe de escuadra Baltasar Hidalgo de Cisneros, y con Francisco Javier de Uriarte y Borja como oficial de bandera y tras una titánica lucha en la que ocasionó gravísimos daños y numerosos muertos entre otros al HMS Victory del Nelson, probablemente muchos más de los reconocidos por la historiografía británica, y llegando a batirse solo contra hasta siete navíos británicos, fue capturado con 205 muertos y 108 heridos. Al echarse encima un temporal y por su mal estado, con el casco destrozado y sin arboladura, fue destruido por los británicos sobre 17:30 horas del 24 de octubre de 1805 a unas 25 o 28 millas al sur de Cádiz, llevándose consigo a numerosos heridos que estaban en su interior y que fueron sacrificados cruel y vengativamente. El buque formalmente solo estuvo en poder de los británicos poco más de dos días, siendo nombrado comandante del buque el teniente William Kelly, aunque nunca pudo disponer del mismo de forma efectiva, al estar seriamente dañado. Así informó Collingwood de su hundimiento:

«Empleamos el tiempo en destruir los presos entre Cádiz y Santa Lucía . A las 5,30 acortamos las velas y tuvimos que enviar al lugarteniente Williams , el carpintero y su tripulación, con 30 hombres, sobre el Santísima Trinidad, navío español de 4 cubiertas, para destruirlo».

Símbolo del poderío español en los mares, sus piezas de artillería fueron extraídas e instaladas en la entrada del Panteón de Marinos Ilustres situado en la Escuela de Suboficiales de la Armada, en San Fernando (Cádiz).
Es posible que sus restos fueran encontrados por coincidencia durante las pruebas de un nuevo sonar de barrido lateral de la Armada española, en 2009. Un intento anterior de encontrar sus restos no fue concluyente ya que la falta de evidencia visual no pudo confirmar la identidad de los barcos encontrados.

## Cultura popular

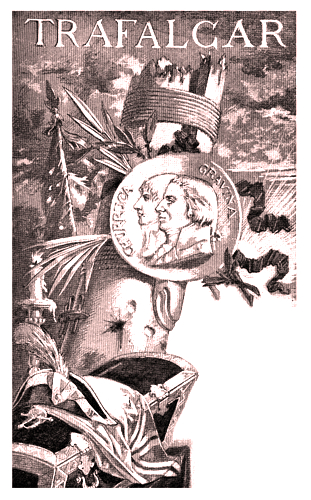
Portada de Trafalgar, la primera novela de la primera serie de los Episodios nacionales de Benito Pérez Galdós (ed. 1882)

Benito Pérez Galdós, en su colección de novelas históricas de los Episodios nacionales, embarca a Gabriel de Araceli en el Santísima Trinidad, en la primera novela de la primera serie editada en 1873, titulada Trafalgar. Se narran las vivencias de Gabriel en los preparativos de la batalla, durante la misma y después del combate, dando su visión de la contienda y de cómo tuvieron que ser rescatados más tarde ante el inminente hundimiento del navío.
En 2006 un barco mercante fue acondicionado para imitar el aspecto externo del Santísima Trinidad, no tratándose por tanto de una verdadera réplica. La conversión fue comenzada en Galicia, donde el casco original de acero recibió un primer revestimiento de falsas tracas de madera así como las implantaciones de los mástiles. Las galerías de popa, el beque y la arboladura fueron realizados en Algeciras. Finalmente el barco fue remolcado para ser amarrado en el puerto de Málaga, donde se utilizaba como restaurante flotante, discoteca y sala de exposiciones. En el verano de 2011, el barco fue trasladado al puerto de Alicante, donde estaba previsto que se quedara aproximadamente dos años para ser trasladado finalmente a Ibiza. En agosto de 2016 el barco continuaba amarrado en el puerto de Alicante. El 4 de julio de 2017 la réplica del Santísima Trinidad es retirado del muelle visible, junto a la plaza nueva del puerto de Alicante, por problemas en su casco, y trasladado al muelle 7. Además deberá someterse a una reparación del casco en dique seco.